# TANCOBUCHIN
TANCOBUCHIN（日语：たんこぶちん）是在日本佐賀縣唐津市組成的五人女子搖滾樂團，小學時代已組成。於2018年年底宣佈在2019年暫停活動。

## 成員
| 成員        | 樂器       | 生日          | 血型 |
| ----------- | ---------- | ------------- | ---- |
| MADOKA（）  | 吉他、主唱 | 1996年3月24日 | O型  |
| YURI（栗山友里）    | 吉他       | 1995年9月25日 | O型  |
| NODOKA（）  | 貝斯       | 1995年6月9日  | A型  |
| HONOKA（）  | 爵士鼓     | 1995年6月9日  | A型  |
| CHIHARU（中園千晴） | 鍵盤       | 1995年11月8日 | O型  |